# 京王ズコミュニケーション
株式会社京王ズコミュニケーション（けいおうズコミュニケーション、英: Keiozu Communication Company）は、かつて存在した企業。本社を宮城県仙台市に置いていた。京王ズホールディングス傘下。
東北地方でauショップのキャリアショップを運営していたほか、法人営業も行っていた。

## 沿革
- 2004年（平成16年）12月 - 株式会社ITJとして設立。
- 2005年（平成17年）4月 - 株式会社京王ズ（現・京王ズホールディングス）の連結子会社となる。
- 2006年（平成18年）11月1日 - 吸収分割により、移動体通信事業部門を京王ズより譲受。併せて、光通信及び同社のグループ企業より株式会社イーストウェーブ、株式会社ノースソリューション、株式会社サイバーモバイル、株式会社テントラー・コミュニケーションズ、株式会社鈴康の全株式を譲受。
- 2007年（平成19年）
  - 7月 - 商号を株式会社京王ズコミュニケーションに変更。併せて新設会社の株式会社ITJへテレマーケティング部門を吸収分割により譲渡。
  - 9月 - イーストウェーブ、ノースソリューション、サイバーモバイルの3社を吸収合併。
- 2008年（平成20年）10月 - 鈴康、テントラー・コミュニケーションズの2社を吸収合併。
- 2017年（平成29年）5月1日 - 株式会社アクセスブリッジに吸収合併され、解散。